# Tom MacDonald (Rapper)
Thomas „Tom“ MacDonald (* 21. September 1988 in British Columbia) ist ein kanadischer Rapper, der oft kontroverse und konservative Ansichten vertritt.

## Leben
Tom MacDonald wuchs in British Colombia und Alberta auf. Er arbeitete in Kanada eine Zeitlang als Wrestler unter dem Ringnamen Allstar.
MacDonald begann mit 18 zu rappen. Sein erster Erfolg stellte sich mit dem Song Dear Rappers im Februar 2018 ein. Es folgte der kontroverse Song Straight White Male, in dem er anprangerte, dass heterosexuelle, weiße Männer dämonisiert würden. Der Song wurde in den sozialen Medien stark kritisiert. Es folgten mehr als 20 weitere Singles im Jahr 2020, in denen er den schwindenden Einfluss weißer Männer beklagte und gegen die woke Linke hetzte. 2020 folgte ein kontroverser Song über die COVID-19-Pandemie, in dem er zwar vor dem Virus warnte, aber auch die Regierung für ihren Umgang damit kritisierte. Mit Fake Woke gelang ihm der Einstieg auf Platz 96 der Billboard Hot 100. 2021 folgten mit Snowflakes und Brainwashed zwei weitere Charterfolge. 2021 kaufte er für 100.000 US-Dollar ein NFT-Instrumental von Eminem namens Stan’s Revenge, aus dem er die Single Dear Slim baute. Das Musikvideo ist eine Hommage an Stan von Eminem.
2022 veröffentlichte er in Eigenregie zusammen mit Adam Calhoun das Album The Brave, das in den Billboard 200 Platz 14 erreichte. 2023 folgte eine Fortsetzung, die bis auf Platz 62 vorrückte.
Neben seinen Solowerken ist er auch Mitgründer des Duos GFBF mit Nova Palohek.

## Musikstil
Tom MacDonalds Stil hat verschiedene Einflüsse, nicht nur aus dem Hip-Hop-Genre. Als seine Rap-Einflüsse nannte er unter anderem Tupac Shakur, Eminem und Kanye West. Weitere Vorbilder waren unter anderem The Beatles, Pink Floyd, Led Zeppelin, Black Sabbath, Joe Cocker, Janis Joplin, Marilyn Manson, Aerosmith, GG Allin und The Offspring. Sein auf Schlagworten basierender Rap, bei dem Punchlines auch als Trigger- und Schockmomente eingesetzt werden, wird gerne verächtlich als Caption-Rap („Schlagzeilen-Rap“) bezeichnet.
Textlich bedient er sich kontroverser sozialer und politischer Themen, die er von einem konservativen Standpunkt aus beschreibt. So stellt er sich gegen die Black-Lives-Matter-Bewegung im Song No Lifes Matter oder schreibt Pro-Life-Songs. Im 2021 veröffentlichten Song Snowflakes stellte er eine Reihe von Themen vor, die er als Doppelmoral empfindet. Im Song Facts den er im Januar 2024 zusammen mit Ben Shapiro veröffentlichte, kritisierte er, dass die amerikanischen Fahnen u. a. durch die Regenbogenfahne ersetzt wurden. Zudem betonte er, dass er kein Rassist sei, sondern sich lediglich nicht dafür schäme weiß zu sein. Zur zweiten Amtseinführung von Donald Trump veröffentlichte er im Januar 2025 zusammen mit der Komikerin Roseanne Barr den Song Daddy's Home, der den Wiedereinzug Trumps ins Weiße Haus feierte, die Gegner Trumps verspottete und in dem er sich über Transgeschlechtlichkeit lustig machte.

## Privatleben
Bereits in seiner Jugend wurde er alkoholsüchtig und hatte 2017 einen schweren Zusammenbruch, weswegen er seine Sucht stärker bekämpfte. Auch dies verarbeitete er in seinen Songs. Er wohnt heute in Los Angeles, Kalifornien.

## Diskografie

### Alben
- 2012: All Growed Up (als Mr. MacDonald)
- 2015: See You Tomorrow
- 2018: Deathreats
- 2019: Ghostories
- 2020: Killing the Neighbors (mit Madchild)
- 2020: Gravestones
- 2021: As Far as the Stars (mit Nova Rockafellar & Brandon Hart)
- 2021: Us Against the World
- 2022: The Brave (mit Adam Calhoun)
- 2022: Renegade
- 2022: The Revolution
- 2023: The Brave 2 (mit Adam Calhoun)
- 2024: Yesterday (mit Nova Rockafeller)
- 2024: Wild Ones (mit Nova Rockafeller)
- 2025: Proud To Be A Problem

### Mixtapes
- 2008: Killville (als T Mac)
- 2008: Demo (als T Mac)
- 2009: Young and Crazy (als T Mac)
- 2010: Creature from the Rap Lagoon (als T Mac)
- 2010: A Glorious Future (als T Mac, mit Synn)
- 2011: Feet Up (mit O.V Charbonneau)
- 2012: Infidelity in the Throne Room
- 2013: Bad Dream Mad Again
- 2014: LeeAnn’s Song
- 2014: Bad Dream Mad Again II
- 2015: Dream People & the Whiskey Wars
- 2016: Teacups
- 2020: Flowers for the Dead
- 2021: No Guts No Glory

### Kompilationen
- 2013: Something Like the Truth
- 2015: All of Me

### EPs
- 2015: MacBeth
- 2017: Therapy

### Singles
- 2017: Dear Rappers
- 2017: Castles (feat. Sniima Beats)
- 2017: Helluvit
- 2018: Hangman
- 2018: Whiteboy
- 2018: This House
- 2018: American Dreamz
- 2018: Exposure
- 2018: Politically Incorrect
- 2018: Everybody Hates Me
- 2019: I Wish
- 2019: Sad Rappers
- 2019: Straight White Male
- 2019: Lethal Injection
- 2019: Mac Lethal Sucks
- 2019: If I Was Black
- 2019: Buttholes
- 2019: I’m Sorry
- 2019: Ashes
- 2019: Cloned Rappers
- 2019: Trying to Kill Me
- 2019: Fake Fans
- 2019: I Hate Hip Hop
- 2019: Famous
- 2020: White Trash (mit Madchild)
- 2020: Sober (mit Madchild feat. Nova Rockafellar)
- 2020: Bad News (mit Madchild feat. Nova Rockafellar)
- 2020: D.R.U.G. (mit Madchild)
- 2020: I Don’t Care
- 2020: Coronavirus
- 2020: Blame the Rappers (feat. Dax)
- 2020: I Don’t Drink
- 2020: I Can’t Sleep
- 2020: No Response
- 2020: My Fans
- 2020: The Music Industry
- 2020: People So Stupid
- 2020: I’m Corny
- 2020: Gravestones
- 2020: Cancer
- 2020: No Lives Matter
- 2020: Sellout
- 2020: Best Rapper Ever
- 2020: Angels
- 2021: Fake Woke
- 2021: Cancelled
- 2021: Clown World
- 2021: No Good Bastards (mit Nova Rockafeller and Brandon Hart)
- 2021: Church (mit Brandon Hart featuring Nova Rockafeller)
- 2021: Heart Emojis (mit Brandon Hart featuring Nova Rockafeller)
- 2021: Dear Slim
- 2021: Snowflakes
- 2021: Don’t Look Down
- 2021: Withadrawls
- 2021: Brainwashed
- 2021: Dummies
- 2021: America
- 2021: Balloons
- 2021: Naked
- 2022: New World Order (mit Adam Calhoun)
- 2022: Whiteboyz (mit Adam Calhoun)
- 2022: In God We Trust (mit Adam Calhoun, Struggle Jennings & Nova Rockafeller)
- 2022: Fire Emojis (mit Adam Calhoun & Madchild)
- 2022: The System
- 2022: Scars
- 2022: Names
- 2022: Riot
- 2022: Sheeple
- 2022: Fighter
- 2022: Ghost
- 2023: End of the World (mit John Rich)
- 2023: American Flags (mit Adam Calhoun)
- 2023: Your America (mit Adam Calhoun)
- 2023: Black and White (mit Adam Calhoun & Dax)
- 2023: Race War (mit Adam Calhoun)
- 2023: Chrome (mit Adam Calhoun & Nova Rockafeller)
- 2024: God Mode